# Wojownik górski
Wojownik górski (Nisaetus nipalensis) – gatunek dużego ptaka drapieżnego z rodziny jastrzębiowatych (Accipitridae), zamieszkujący Himalaje oraz Azję Wschodnią i Południowo-Wschodnią. Nie jest zagrożony wyginięciem.

## Systematyka i zasięg występowania
Międzynarodowy Komitet Ornitologiczny (IOC) oraz autorzy Kompletnej listy ptaków świata wyróżniają dwa podgatunki N. nipalensis:
- N. n. nipalensis Hodgson, 1836 – wojownik górski – Himalaje na wschód po wschodnie Chiny, Tajwan i Hajnan oraz na południe po Półwysep Malajski
- N. n. orientalis (Temminck & Schlegel, 1845) – wojownik japoński – Japonia

Za podgatunek wojownika górskiego uznawano też powszechnie wojownika jarzębatego (N. kelaarti), zamieszkującego południowo-zachodnie Indie i Sri Lankę. Część badaczy zaproponowała, by na podstawie różnic w morfologii, upierzeniu i wokalizacji uznać go za osobny gatunek. Nie wszyscy jednak tę zmianę zaakceptowali, np. Międzynarodowa Unia Ochrony Przyrody (IUCN) nadal wlicza tę populację do N. nipalensis. Proponowane podgatunki z południowych Chin: fokiensis i whiteheadi nie są uznawane.

## Morfologia

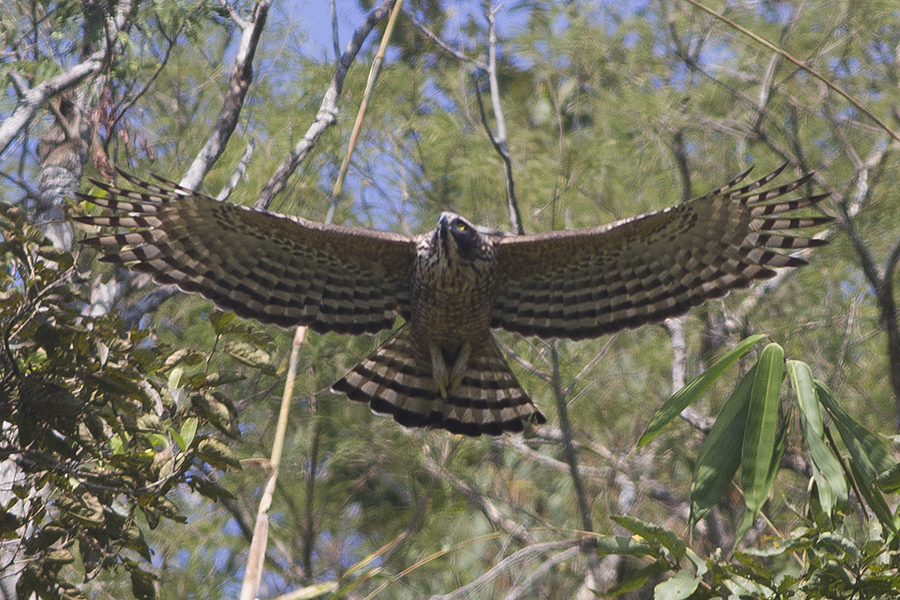
Dorosły ptak w locie

Grzbiet jest brązowy, głowa rdzawoczerwona, klatka piersiowa i brzuch jasne z ciemnobrązowymi elementami. Ogon od strony zewnętrznej jest szaro-brązowy, od wewnętrznej zaś biały. Osobniki tego gatunku osiągają długość 67–86 cm, a rozpiętość ich skrzydeł wynosi 130–165 cm. Masa ciała samców waha się od 1,8 do 2,5 kg natomiast samic ok. 3,5 kg.

## Ekologia i zachowanie
Wojowniki górskie żyją w lasach górskich i na terenach pagórkowatych, w pierwotnych lasach wiecznie zielonych, lasach nadrzecznych i w zadrzewieniach na równinach. W Himalajach pojawiają się na wysokościach od 600 do 2800 m n.p.m., a w chińskiej prowincji Junnan nawet powyżej 4000 m n.p.m.
Żywią się małymi ssakami, ptakami i gadami (wężami i jaszczurkami).
Okres godowy trwa od lutego do czerwca w Himalajach, od kwietnia do lipca w Japonii. Samice składają od 1 do 2 jaj. Okresy inkubacji i gniazdowania młodych nie są dokładnie znane, ale szacuje się, że łącznie trwają około 80 dni.

## Status
Międzynarodowa Unia Ochrony Przyrody (IUCN) uznaje wojownika górskiego za gatunek bliski zagrożenia (NT – Near Threatened) od 2021 roku. Wcześniej, od 1988 roku klasyfikowany był jako gatunek najmniejszej troski (LC – Least Concern). Liczebność populacji szacuje się na 1200–6700 dorosłych osobników. Trend liczebności populacji uznaje się za spadkowy. Do głównych zagrożeń dla gatunku należy wylesianie.